# Nigel Horspool
R. Nigel Horspool est un professeur d'informatique ayant enseigné à l'Université de Victoria. Il invente l'algorithme de Boyer-Moore-Horspool, un algorithme de recherche textuelle rapide adapté de l'algorithme de recherche de chaînes de Boyer-Moore et est co-inventeur de la compression dynamique de Markov.

## Biographie
Nigel Horspool est britannique de naissance, mais est devenu citoyen canadien. Suite à une éducation publique à la Monmouth School, il étudie au Pembroke College de Cambridge, où il obtient un baccalauréat en sciences naturelles, et se spécialise en physique théorique, en 1969. Après deux ans de travail comme programmeur en langage assembleur sur un projet de système de contrôle du trafic aérien partiellement concluant, il va à l'Université de Toronto pour une maîtrise suivie d'un doctorat d'informatique. Il a ensuite été pendant 7 ans professeur adjoint puis professeur agrégé à l'Université McGill. En 1983, il s'installe définitivement à l'Université de Victoria. Le 30 juin 2016, il prend sa retraite de l'université mais conserve le titre de professeur émérite.
Il invente l'algorithme de Boyer-Moore-Horspool, un algorithme de recherche textuelle rapide adapté de l'algorithme de recherche de chaînes de Boyer-Moore. Horspool est co-inventeur de la compression dynamique de Markov. Il a été rédacteur associé puis rédacteur en chef de la revue Software: Practice and Experience de 2007 à 2017. Il est aussi l'auteur de C Programming in the Berkeley UNIX Environment.